# جون طومسون فورد
جون طومسون فورد (بالإنجليزية: John T. Ford) (16 أبريل 1829 - 14 مارس 1894) عرف لكونه مدير مسرح فورد في وقت اغتيال ابراهام لينكولن، حيث اعتُقل لأكثر من شهر بعد عملية الاغتيال حتى برئ من التواطؤ.